# Buchdorf
Buchdorf – miejscowość i gmina w Niemczech, w kraju związkowym Bawaria, w rejencji Szwabia, w regionie Augsburg, w powiecie Donau-Ries, wchodzi w skład wspólnoty administracyjnej Monheim. Leży na Wyżynie Frankońskiej, na terenie Parku Natury Dolina Altmühl, około 7 km na północny wschód od Donauwörth, przy drodze B2.

## Polityka
Wójtem gminy jest Georg Vellinger z CSU, rada gminy składa się z 12 osób.
|      | CSU/FB | PWG | PWG/BB Baierfeld | FL Buchdorf-Baierfeld | JB | Razem |
| 2008 | 6      | 3   | 1                | 1                     | 1  | 12    |
| 2002 | 7      | 4   | 1                | -                     | -  | 12    |